# Coatepec de Abajo
Coatepec de Abajo är en ort i Mexiko.   Den ligger i kommunen Acultzingo och delstaten Veracruz, i den sydöstra delen av landet, 210 km öster om huvudstaden Mexico City. Coatepec de Abajo ligger 1 835 meter över havet och antalet invånare är 524.
Terrängen runt Coatepec de Abajo är kuperad åt sydost, men åt nordväst är den bergig. Runt Coatepec de Abajo är det ganska glesbefolkat, med 28 invånare per kvadratkilometer. Närmaste större samhälle är Río Blanco, 17,3 km nordost om Coatepec de Abajo. I omgivningarna runt Coatepec de Abajo växer i huvudsak blandskog.